# Будинок на вулиці Соломії Крушельницької, 19а (Львів)
Будинок за адресою вулиця Соломії Крушельницької, 19а у Львові — багатоквартирний житловий триповерховий будинок. Пам'ятка архітектури місцевого значення № 1086-м. Розташований будинок у периметральній забудові вулиці.